# 亚速尔灰雀
亚速尔灰雀（學名：Pyrrhula murina）又名葡萄牙灰腹灰雀，是東大西洋聖米格爾島一種瀕危的灰雀。

## 分類
亚速尔灰雀最初是於1866年由英國鳥類學家Frederick DuCane Godman所描述。它們以往被認為是紅腹灰雀的亞種，但於1993年重新分類成為物種。

## 特徵
亚速尔灰雀長15-17厘米，重30克，雄雀較雌雀稍大。與其他雀科比較，它們較為豐滿，雙翼較短，尾巴較長。它們的毛色與紅腹灰雀相似，但較為陰沉，下身也沒有鮮粉紅色。它們的冠、面部、雙翼及尾巴都是黑色的，其餘的呈灰色或淡灰褐色。雄雀及雌雀外表基本上相同，但雄雀的腹部及兩側有淡淡的粉紅色。

## 分佈及棲息地
亚速尔灰雀只限於聖米格爾島內細小的地區，約有580公頃大。它們主要居住在以瓦拉皮庫特（Pico da Vara）為中心，海拔300-800米的地方。於9月至12月會向西遷徙。但在島的西端從未有見到它們。

## 行為

### 繁殖
亚速尔灰雀於6月中至8月末會進行繁殖。它們會在密林中築巢，鳥巢離地約有3米。鳥巢是兩層的，外層為樹枝，內層為草、根及苔蘚。每次所生蛋的數目不詳。雛雀會於7月中長羽毛，並於9月後換羽。

### 食性
亚速尔灰雀主要是草食性的，吃種子、果實、芽、蕨類的孢子囊及藻體、和苔蘚；有時也會吃無脊椎動物，如半翅目。於19世紀時，它們分佈得較廣時，曾經在富爾納斯（Furnas）成為了橙的害蟲。它們會因應食物的供應而來往山上。馬德拉群島榿葉樹也是它們的食物。

## 保育狀況
亚速尔灰雀的群落細小，估計於1970年代末、1989年、1990年代初及2008年分別只有30-40對、100對、60-200對和775隻。它們是雀形目中最為受威脅的物種，也是歐洲中第二稀有的鳥類。它們的數量自1920年代就開始衰減，原因是失去森林棲息地、入侵物種等。它們現在的整個棲息地都受到保護，並以回復其原有棲息地來進行保育工作。

## 外部連結
- Birding Azores[永久]
- ARKive
- Europe's rarest finch finds favour （页面存档备份，存于）
- Centropriolo
- 世界鳥類名錄中文鳥名 （页面存档备份，存于）